# لوسیانا سالاسار
لوسیانا سالاسار (اسپانیایی: Luciana Salazar‎؛ زادهٔ ۷ نوامبر ۱۹۸۰) خواننده، مدل، بازیگر و پلی‌میت اهل آرژانتین است.
از فیلم‌ها یا مجموعه‌های تلویزیونی که وی در آن‌ها نقش داشته‌است، می‌توان به دانش‌آموختگان اشاره نمود.